# Oxyrhachis brevicornis
Oxyrhachis brevicornis är en insektsart som beskrevs av Jacobi. Oxyrhachis brevicornis ingår i släktet Oxyrhachis och familjen hornstritar. Inga underarter finns listade i Catalogue of Life.